# Segundo Romano (bergantí)
El Segundo Romano va ser un bergantí, després bergantí-goleta, construït l'any 1869 a Lloret de Mar pel mestre d'aixa Agustí Macià i Ferrer. Se'l considera com un dels últims vaixells d'altura que es van construir a les drassanes lloretenques.
Sota el comandament de Josep Macià i Mataró, el bergantí va destacar especialment en el salvament de la tripulació de la corbeta alemanya Elize Metzler el juliol de 1887. Aquesta gesta va ser reconeguda pel kaiser Guillem II d'Alemanya, i per aquest motiu, el capità del vaixell fou obsequiat amb un rellotge d'or amb l'efígie de l'emperador. Pel novembre de 1889 va canviar el seu aparell de bergantí a bergantí-goleta. Es perd tota notícia del vaixell, que llavors era comandat per Ramon Monteira, en el viatge de tornada de Santiago de Cuba cap a Barcelona el gener de 1895. Segons algunes fonts, és probable que fos abatut i enfonsat pel temporal desencadenat prop de l'estret de Gibraltar el març de 1895 però no s'ha pogut saber exactament el motiu de la seva pèrdua. L'11 de juny de 1910 fou donat de baixa del Registre de Matrícula Registro de Matrícula de la Provincia Marítima de Barcelona.